# Théorème d'Eberlein-Šmulian
Le théorème d'Eberlein-Šmulian, nommé d'après William Frederick Eberlein (en) et Vitold Šmulian (de), est le résultat suivant d'analyse fonctionnelle :

Pour toute partie d'un espace de Banach muni de sa topologie faible, les propriétés de compacité, compacité séquentielle et compacité dénombrable sont équivalentes, et de même pour leurs versions relatives.
Ce théorème est remarquable parce que dans un espace séparé quelconque, on a seulement « compact ⇒ dénombrablement compact » et « séquentiellement compact ⇒ dénombrablement compact ». Ces trois propriétés sont équivalentes dans un espace métrisable, mais cet espace-ci n'en est pas un (sauf s'il est de dimension finie).

## Remarques
- Plus généralement, tout espace vectoriel normé, muni de la topologie faible, est angélique[2].
- Šmulian a démontré en 1940 l'implication « dénombrablement compact ⇒  séquentiellement compact ». L'autre (« dénombrablement compact ⇒ compact ») n'a été démontrée qu'en 1947, par Eberlein. En 1952, Alexandre Grothendieck a étendu cette dernière aux espaces localement convexes  qui sont quasi complets pour la topologie de Mackey (en) (c'est-à-dire que pour cette topologie, toute suite généralisée de Cauchy bornée converge, ou encore : tout fermé borné est complet).
- Si un espace de Banach n'est pas réflexif, dans son dual topologique muni de la topologie faible-* (alors strictement moins fine que la faible), la boule unité est compacte d'après le théorème de Banach-Alaoglu, mais pas séquentiellement compacte en général. Par exemple dans la boule unité du dual de l'espace ℓ∞ des suites bornées, la suite des formes linéaires continues En sur ℓ∞ définies par En((xk)k∈ℕ) = xn n'a aucune sous-suite convergente.

## Applications
Sachant qu'un espace de Banach est réflexif si et seulement sa boule unité est faiblement compacte, le théorème d'Eberlein-Šmulian fournit un autre critère : un espace de Banach est réflexif si et seulement si sa boule unité est faiblement séquentiellement compacte ou, ce qui est équivalent, si toute suite bornée admet une sous-suite faiblement convergente.
Ce critère a des répercussions dans la théorie des équations aux dérivées partielles, en particulier dans les espaces de Sobolev, car nombre d'entre eux sont réflexifs. Comme beaucoup d'équations aux dérivées partielles n'ont de solutions qu'en un sens faible, ce théorème est une étape importante pour choisir dans quel espace de solutions faibles on résout une telle équation.